# Argis
Argis település Franciaországban, Ain megyében. Lakosainak száma 420 fő (2022. január 1.). Argis Arandas, Évosges, Oncieu, Saint-Rambert-en-Bugey és Tenay községekkel határos.

## Népesség
A település népességének változása:
| Lakosok száma | 582  | 447  | 405  | 424  | 422  | 433  | 442  | 457  | 445  | 420  |
|               | 1968 | 1982 | 1990 | 2006 | 2013 | 2015 | 2017 | 2019 | 2020 | 2022 |